# Ornithogalum sephtonii
Ornithogalum sephtonii är en sparrisväxtart som beskrevs av Olive Mary Hilliard och Brian Laurence Burtt. Ornithogalum sephtonii ingår i släktet stjärnlökar, och familjen sparrisväxter. Inga underarter finns listade i Catalogue of Life.